# Syzygium heloanthum
Syzygium heloanthum är en myrtenväxtart som beskrevs av Friedrich Ludwig Diels. Syzygium heloanthum ingår i släktet Syzygium och familjen myrtenväxter. Inga underarter finns listade i Catalogue of Life.